# Cimetière de Bab al-Saghir
Le cimetière de Bab al-Saghir (en arabe: cimetière de la Petite Porte;  باب صغير ), est un cimetière musulman de Damas qui se trouve près de la porte du même nom. C'est un lieu de pèlerinage important pour les musulmans, en particulier pour l'islam chiite. Il se trouve au sud-ouest de la mosquée des Omeyyades.

## Personnalités enterrées
- Rouqayya, fille de l'imam Hussain
- Oumm Koulthoum, sœur de l'imam Hussain
- Deux des femmes de Mahomet: Oumm Salma et Oumm Habiba
- Fidha, servante de Sayyida Fatima (fille de Mahomet)
- Houjr Ibn Adi, disciple de l'imam Ali
- Kamaid bin Aswad al-Kindi, disciple de l'imam Ali
- Abdoullah ben Ja'far al-Tayyar, mari et cousin de Zaynab
- Obay ibn Ka'b: mari d'Halima, nourrice de Mahomet
- Bilal al-Habachi, muezzin de Mahomet
- Abdoullah ben Oumm Maktoum, muezzin
- Abdoullah ben Imam Zaynoul Abidin
- Abdoullah ben Imam Ja'far al-Sadiq
- Fatima Soughra bint Imam Hussain
- Maqam Ra's Chouhada. Sépulture des martyrs de Kerbala
- Ahmed ibn Muhieddine, frère de l'Émir Abdelkader